# Wahlkreis Venedig (Senato della Repubblica)
Der Wahlkreis Venedig war von 1948 bis 1993 und ist seit 2017 wieder ein Wahlkreis (italienisch collegio elettorale) für die Wahl des Senats.

## Von 1948 bis 1993

### Wahlkreisgebiet
Der Wahlkreis umfasste die Gemeinde Venedig mit Ausnahme des Viertels Ca’ Vio, das zum Wahlkreis San Donà di Piave gehörte.

### Wahlergebnisse

#### Parlamentswahl 1948
| Kandidaten               | Kandidaten         | Parteien                                         | Stimmen | %    |
| ------------------------ | ------------------ | ------------------------------------------------ | ------- | ---- |
|                          | Giovanni Ponti     | Democrazia Cristiana                             | 66.071  | 56,3 |
|                          | Concetto Marchesi  | Fronte Democratico Popolare                      | 34.113  | 29,1 |
|                          | Gino Luzzatto      | Unità Socialista – Partito Repubblicano Italiano | 12.587  | 10,7 |
|                          | Ernesto Pietriboni | Blocco Nazionale                                 | 4.581   | 3,9  |
| Gesamt                   | Gesamt             | Gesamt                                           | 117.352 | 100  |
|                          |                    |                                                  |         |      |
| Ungültige Stimmen        | Ungültige Stimmen  | Ungültige Stimmen                                | 4.293   | 3,5  |
| Wähler                   | Wähler             | Wähler                                           | 121.645 | 91,0 |
| Wahlberechtigte          | Wahlberechtigte    | Wahlberechtigte                                  | 133.697 |      |
|                          |                    |                                                  |         |      |
| Quelle: Innenministerium |                    |                                                  |         |      |

#### Parlamentswahl 1953
| Kandidaten               | Kandidaten            | Parteien                                | Stimmen | %    |
| ------------------------ | --------------------- | --------------------------------------- | ------- | ---- |
|                          | Raffaele Tommasini    | Democrazia Cristiana                    | 54.146  | 45,1 |
|                          | Concetto Marchesi     | Partito Comunista Italiano              | 24.593  | 20,5 |
|                          | Giovanni Tonetti      | Partito Socialista Italiano             | 18.767  | 15,6 |
|                          | Giovanni Marcello     | Movimento Sociale Italiano              | 9.454   | 7,9  |
|                          | Pietro Monico         | Partito Socialista Democratico Italiano | 7.631   | 6,4  |
|                          | Agostino Dal Bo Zanon | Unità Popolare                          | 2.308   | 1,9  |
|                          | Antonio Bondi         | Partito Repubblicano Italiano           | 1.593   | 1,3  |
|                          | Guido Tissi           | Alleanza Democratica Nazionale          | 1.463   | 1,2  |
| Gesamt                   | Gesamt                | Gesamt                                  | 119.955 | 100  |
|                          |                       |                                         |         |      |
| Ungültige Stimmen        | Ungültige Stimmen     | Ungültige Stimmen                       | 5.384   | 4,3  |
| Wähler                   | Wähler                | Wähler                                  | 125.339 | 91,6 |
| Wahlberechtigte          | Wahlberechtigte       | Wahlberechtigte                         | 136.847 |      |
|                          |                       |                                         |         |      |
| Quelle: Innenministerium |                       |                                         |         |      |

#### Parlamentswahl 1958
| Kandidaten               | Kandidaten                         | Parteien                                | Stimmen | %    |
| ------------------------ | ---------------------------------- | --------------------------------------- | ------- | ---- |
|                          | Luigi Quintarelli                  | Democrazia Cristiana                    | 46.615  | 40,0 |
|                          | Giovanni Battista Gianquinto       | Partito Comunista Italiano              | 23.492  | 20,2 |
|                          | Agostino Dal Bo Zanon              | Partito Socialista Italiano             | 21.122  | 18,1 |
|                          | Vito Chiarelli                     | Partito Socialista Democratico Italiano | 7.837   | 6,7  |
|                          | Lodovico Foscari Widmann Rezzonico | PNM – MSI                               | 7.177   | 6,2  |
|                          | Andrea Valmarana                   | Partito Liberale Italiano               | 5.293   | 4,5  |
|                          | Guido Calogero                     | PRI – PR                                | 2.530   | 2,2  |
|                          | Alessandro Toso                    | Partito Monarchico Popolare             | 2.384   | 2,0  |
| Gesamt                   | Gesamt                             | Gesamt                                  | 116.450 | 100  |
|                          |                                    |                                         |         |      |
| Ungültige Stimmen        | Ungültige Stimmen                  | Ungültige Stimmen                       | 4.326   | 3,6  |
| Wähler                   | Wähler                             | Wähler                                  | 120.776 | 94,7 |
| Wahlberechtigte          | Wahlberechtigte                    | Wahlberechtigte                         | 127.476 |      |
|                          |                                    |                                         |         |      |
| Quelle: Innenministerium |                                    |                                         |         |      |

#### Parlamentswahl 1963
| Kandidaten               | Kandidaten                         | Parteien                                | Stimmen | %    |
| ------------------------ | ---------------------------------- | --------------------------------------- | ------- | ---- |
|                          | Vito Orcalli                       | Democrazia Cristiana                    | 36.434  | 34,1 |
|                          | Giovanni Battista Gianquinto       | Partito Comunista Italiano              | 25.219  | 23,6 |
|                          | A. Gasparini                       | Partito Socialista Italiano             | 18.386  | 17,2 |
|                          | Michelangelo Pasquato              | Partito Liberale Italiano               | 11.202  | 10,5 |
|                          | Vito Chiarelli                     | Partito Socialista Democratico Italiano | 8.148   | 7,6  |
|                          | Lodovico Foscari Widmann Rezzonico | Movimento Sociale Italiano              | 6.347   | 5,9  |
|                          | S. Bezzi                           | Partito Repubblicano Italiano           | 1.076   | 1,0  |
| Gesamt                   | Gesamt                             | Gesamt                                  | 106.812 | 100  |
|                          |                                    |                                         |         |      |
| Ungültige Stimmen        | Ungültige Stimmen                  | Ungültige Stimmen                       | 4.258   | 3,8  |
| Wähler                   | Wähler                             | Wähler                                  | 111.070 | 95,4 |
| Wahlberechtigte          | Wahlberechtigte                    | Wahlberechtigte                         | 116.463 |      |
|                          |                                    |                                         |         |      |
| Quelle: Innenministerium |                                    |                                         |         |      |

#### Parlamentswahl 1968
| Kandidaten               | Kandidaten                         | Parteien                                  | Stimmen | %    |
| ------------------------ | ---------------------------------- | ----------------------------------------- | ------- | ---- |
|                          | A. Barnabo                         | Democrazia Cristiana                      | 36.458  | 36,3 |
|                          | Giovanni Battista Gianquinto       | PCI – PSIUP                               | 30.250  | 30,1 |
|                          | Armando Gavagnin                   | Partito Socialista Unificato (PSI – PSDI) | 17.133  | 17,1 |
|                          | Augusto Premoli                    | Partito Liberale Italiano                 | 10.014  | 10,0 |
|                          | Lodovico Foscari Widmann Rezzonico | MSI – PDIUM                               | 4.812   | 4,8  |
|                          | P. Taddei                          | Partito Repubblicano Italiano             | 1.753   | 1,7  |
| Gesamt                   | Gesamt                             | Gesamt                                    | 100.420 | 100  |
|                          |                                    |                                           |         |      |
| Ungültige Stimmen        | Ungültige Stimmen                  | Ungültige Stimmen                         | 4.605   | 4,4  |
| Wähler                   | Wähler                             | Wähler                                    | 105.025 | 95,9 |
| Wahlberechtigte          | Wahlberechtigte                    | Wahlberechtigte                           | 109.504 |      |
|                          |                                    |                                           |         |      |
| Quelle: Innenministerium |                                    |                                           |         |      |

#### Parlamentswahl 1972
| Kandidaten               | Kandidaten        | Parteien                                | Stimmen | %    |
| ------------------------ | ----------------- | --------------------------------------- | ------- | ---- |
|                          | L. Mantovan       | Democrazia Cristiana                    | 34.268  | 35,4 |
|                          | Giuseppe Samonà   | PCI – PSIUP                             | 27.398  | 28,3 |
|                          | C. Lombroso       | Partito Socialista Italiano             | 10.670  | 11,0 |
|                          | Giovanni Lanfrè   | Movimento Sociale Italiano              | 7.406   | 7,6  |
|                          | Augusto Premoli   | Partito Liberale Italiano               | 7.165   | 7,4  |
|                          | D. Dingo          | Partito Socialista Democratico Italiano | 5.677   | 5,9  |
|                          | Antonio Casellati | Partito Repubblicano Italiano           | 4.243   | 4,4  |
| Gesamt                   | Gesamt            | Gesamt                                  | 96.827  | 100  |
|                          |                   |                                         |         |      |
| Ungültige Stimmen        | Ungültige Stimmen | Ungültige Stimmen                       | 3.612   | 3,6  |
| Wähler                   | Wähler            | Wähler                                  | 100.439 | 96,2 |
| Wahlberechtigte          | Wahlberechtigte   | Wahlberechtigte                         | 104.392 |      |
|                          |                   |                                         |         |      |
| Quelle: Innenministerium |                   |                                         |         |      |

#### Parlamentswahl 1976
| Kandidaten               | Kandidaten               | Parteien                                | Stimmen | %    |
| ------------------------ | ------------------------ | --------------------------------------- | ------- | ---- |
|                          | Liliana Castelli Minelli | Democrazia Cristiana                    | 33.904  | 36,3 |
|                          | Girolamo Federici        | Partito Comunista Italiano              | 30.944  | 33,1 |
|                          | Giuseppe Mazzariol       | Partito Socialista Italiano             | 10.477  | 11,2 |
|                          | Ugo La Malfa             | Partito Repubblicano Italiano           | 5.436   | 5,8  |
|                          | Giovanni Lanfrè          | Movimento Sociale Italiano              | 4.791   | 5,1  |
|                          | Gerardo Mongiello        | Partito Socialista Democratico Italiano | 3.670   | 3,9  |
|                          | Augusto Premoli          | Partito Liberale Italiano               | 2.507   | 2,7  |
|                          | Giovanni Brass           | Partito Radicale                        | 1.565   | 1,7  |
|                          | Sergio Mazza             | Nuovo Partito Popolare                  | 79      | 0,1  |
| Gesamt                   | Gesamt                   | Gesamt                                  | 93.373  | 100  |
|                          |                          |                                         |         |      |
| Ungültige Stimmen        | Ungültige Stimmen        | Ungültige Stimmen                       | 2.440   | 2,5  |
| Wähler                   | Wähler                   | Wähler                                  | 95.813  | 96,3 |
| Wahlberechtigte          | Wahlberechtigte          | Wahlberechtigte                         | 99.457  |      |
|                          |                          |                                         |         |      |
| Quelle: Innenministerium |                          |                                         |         |      |

#### Parlamentswahl 1979
| Kandidaten               | Kandidaten            | Parteien                                     | Stimmen | %    |
| ------------------------ | --------------------- | -------------------------------------------- | ------- | ---- |
|                          | G. Ceci               | Democrazia Cristiana                         | 31.836  | 36,2 |
|                          | Rino Serri            | Partito Comunista Italiano                   | 26.892  | 30,6 |
|                          | Giannantonio Paladini | Partito Socialista Italiano                  | 8.932   | 10,2 |
|                          | Antonio Casellati     | Partito Repubblicano Italiano                | 4.372   | 5,0  |
|                          | Mauro Mellini         | Partito Radicale – Nuova Sinistra Unita      | 4.050   | 4,6  |
|                          | V. Lastella           | Partito Socialista Democratico Italiano      | 4.024   | 4,6  |
|                          | Augusto Premoli       | Partito Liberale Italiano                    | 3.759   | 4,3  |
|                          | G. Forner             | Movimento Sociale Italiano                   | 3.667   | 4,2  |
|                          | F. Baglioni           | Costituente di Destra – Democrazia Nazionale | 434     | 0,5  |
| Gesamt                   | Gesamt                | Gesamt                                       | 87.966  | 100  |
|                          |                       |                                              |         |      |
| Ungültige Stimmen        | Ungültige Stimmen     | Ungültige Stimmen                            | 3.973   | 4,3  |
| Wähler                   | Wähler                | Wähler                                       | 91.939  | 92,9 |
| Wahlberechtigte          | Wahlberechtigte       | Wahlberechtigte                              | 98.922  |      |
|                          |                       |                                              |         |      |
| Quelle: Innenministerium |                       |                                              |         |      |

#### Parlamentswahl 1983
| Kandidaten               | Kandidaten           | Parteien                                | Stimmen | %    |
| ------------------------ | -------------------- | --------------------------------------- | ------- | ---- |
|                          | Franca Ongaro        | Partito Comunista Italiano              | 24.094  | 29,9 |
|                          | Giuliano Bruscagnini | Democrazia Cristiana                    | 22.821  | 28,4 |
|                          | Gianfranco Pontel    | Partito Socialista Italiano             | 8.619   | 10,7 |
|                          | Rodolfo Pallucchini  | Partito Repubblicano Italiano           | 5.657   | 7,0  |
|                          | Piergiorgio Gradari  | Movimento Sociale Italiano              | 4.769   | 5,9  |
|                          | Antonio Pognici      | Partito Liberale Italiano               | 4.078   | 5,1  |
|                          | Noè Cinti            | Partito Nazionale Pensionati            | 2.732   | 3,4  |
|                          | Giovanni Puppin      | Partito Socialista Democratico Italiano | 2.526   | 3,1  |
|                          | Alessandro Tessari   | Partito Radicale                        | 2.425   | 3,0  |
|                          | Willy Ferro          | Democrazia Proletaria                   | 1.424   | 1,8  |
|                          | Luigi Trebbi         | Liga Veneta                             | 1.199   | 1,5  |
|                          | Giuseppe Dolfin      | Lista per Trieste                       | 105     | 0,1  |
| Gesamt                   | Gesamt               | Gesamt                                  | 80.449  | 100  |
|                          |                      |                                         |         |      |
| Ungültige Stimmen        | Ungültige Stimmen    | Ungültige Stimmen                       | 5.413   | 6,3  |
| Wähler                   | Wähler               | Wähler                                  | 85.862  | 90,0 |
| Wahlberechtigte          | Wahlberechtigte      | Wahlberechtigte                         | 95.408  |      |
|                          |                      |                                         |         |      |
| Quelle: Innenministerium |                      |                                         |         |      |

#### Parlamentswahl 1987
| Kandidaten               | Kandidaten          | Parteien                                | Stimmen | %    |
| ------------------------ | ------------------- | --------------------------------------- | ------- | ---- |
|                          | Uto Ughi            | Democrazia Cristiana                    | 22.725  | 29,4 |
|                          | Franca Ongaro       | Partito Comunista Italiano              | 20.992  | 27,2 |
|                          | G. Cesari           | Partito Socialista Italiano             | 9.898   | 12,8 |
|                          | Giuseppe Rosa Salva | Lista Verde                             | 4.572   | 5,9  |
|                          | Piergiorgio Gradari | Movimento Sociale Italiano              | 4.442   | 5,8  |
|                          | Antonio Casellati   | Partito Repubblicano Italiano           | 3.510   | 4,5  |
|                          | Mario Stefani       | Partito Radicale                        | 2.621   | 3,4  |
|                          | Antonio Pognici     | Partito Liberale Italiano               | 2.402   | 3,1  |
|                          | L. Gasparetto       | Liga Veneta – Pensionati Uniti          | 2.161   | 2,8  |
|                          | E. Cucciniello      | Partito Socialista Democratico Italiano | 1.887   | 2,4  |
|                          | Willy Ferro         | Democrazia Proletaria                   | 1.826   | 2,4  |
|                          | E. Gardossi         | Alleanza Popolare Pensionati            | 142     | 0,2  |
| Gesamt                   | Gesamt              | Gesamt                                  | 77.178  | 100  |
|                          |                     |                                         |         |      |
| Ungültige Stimmen        | Ungültige Stimmen   | Ungültige Stimmen                       | 4.064   | 5,0  |
| Wähler                   | Wähler              | Wähler                                  | 81.242  | 88,9 |
| Wahlberechtigte          | Wahlberechtigte     | Wahlberechtigte                         | 91.419  |      |
|                          |                     |                                         |         |      |
| Quelle: Innenministerium |                     |                                         |         |      |

#### Parlamentswahl 1992
| Kandidaten               | Kandidaten          | Parteien                                        | Stimmen | %    |
| ------------------------ | ------------------- | ----------------------------------------------- | ------- | ---- |
|                          | Luigi D'Elia        | Democrazia Cristiana                            | 15.172  | 20,9 |
|                          | Paolo Peruzza       | Partito Democratico della Sinistra              | 11.598  | 16,0 |
|                          | Luciano Gasperini   | Lega Lombarda                                   | 8.470   | 11,7 |
|                          | Renato Brunetta     | Partito Socialista Italiano                     | 7.876   | 10,9 |
|                          | Lucio Manisco       | Partito della Rifondazione Comunista            | 6.575   | 9,1  |
|                          | Andreina Zitelli    | Partito Repubblicano Italiano                   | 4.675   | 6,4  |
|                          | Stefano Boato       | Federazione dei Verdi                           | 4.239   | 5,8  |
|                          | Piergiorgio Gradari | Movimento Sociale Italiano                      | 3.659   | 5,0  |
|                          | Tito Stival         | Partito Liberale Italiano                       | 2.486   | 3,4  |
|                          | Gianni Biscontin    | Lega Autonomia Veneta                           | 2.048   | 2,8  |
|                          | Franco Mocellin     | Sì Referendum                                   | 1.387   | 1,9  |
|                          | Maria Cerami        | Partito Pensionati                              | 1.262   | 1,7  |
|                          | Enzo Cuccinello     | Partito Socialista Democratico Italiano         | 1.027   | 1,4  |
|                          | Roberto Boschi      | Verdi Federalisti                               | 859     | 1,2  |
|                          | Maurizio Tosetto    | Movimento Veneto Regione Autonoma               | 403     | 0,6  |
|                          | Arnaldo Busetto     | Caccia Pesca Ambiente                           | 385     | 0,5  |
|                          | Oreste Cagnato      | Union Veneto                                    | 371     | 0,5  |
|                          | Sebastiano Baggio   | Federalismo (PSdA – UV – SSk – MM – UfS – MPUV) | 91      | 0,1  |
| Gesamt                   | Gesamt              | Gesamt                                          | 72.583  | 100  |
|                          |                     |                                                 |         |      |
| Ungültige Stimmen        | Ungültige Stimmen   | Ungültige Stimmen                               | 3.923   | 5,1  |
| Wähler                   | Wähler              | Wähler                                          | 76.506  | 86,6 |
| Wahlberechtigte          | Wahlberechtigte     | Wahlberechtigte                                 | 88.391  |      |
|                          |                     |                                                 |         |      |
| Quelle: Innenministerium |                     |                                                 |         |      |

## Von 2017 bis 2020

### Wahlkreisgebiet
Der Wahlkreis umfasste 25 Gemeinden der Metropolitanstadt Venedig: Annone Veneto, Caorle, Cavallino-Treporti, Ceggia, Cinto Caomaggiore, Concordia Sagittaria, Eraclea, Fossalta di Piave, Fossalta di Portogruaro, Gruaro, Jesolo, Marcon, Meolo, Musile di Piave, Noventa di Piave, Portogruaro, Pramaggiore, Quarto d’Altino, San Donà di Piave, San Michele al Tagliamento, San Stino di Livenza, Spinea, Teglio Veneto, Torre di Mosto und Venedig.

### Wahlergebnisse

#### Parlamentswahl 2018
| Kandidaten               | Kandidaten                                | Stimmen | %    | Listen                                      | Stimmen | %    |
| ------------------------ | ----------------------------------------- | ------- | ---- | ------------------------------------------- | ------- | ---- |
|                          | Maria Elisabetta Alberti Casellatigewählt | 118.877 | 41,9 | Lega                                        | 74.818  | 26,4 |
| Forza Italia             | Maria Elisabetta Alberti Casellatigewählt | 118.877 | 41,9 | 31.298                                      | 11,0    |      |
| Fratelli d’Italia        | Maria Elisabetta Alberti Casellatigewählt | 118.877 | 41,9 | 11.182                                      | 3,9     |      |
| Noi con l’Italia – UDC   | Maria Elisabetta Alberti Casellatigewählt | 118.877 | 41,9 | 1.579                                       | 0,6     |      |
|                          | Marco Nardin                              | 76.734  | 27,0 | Movimento 5 Stelle                          | 76.734  | 27,0 |
|                          | Andrea Ferrazzi                           | 66.749  | 23,5 | Partito Democratico                         | 55.373  | 19,5 |
| +Europa                  | Andrea Ferrazzi                           | 66.749  | 23,5 | 8.740                                       | 3,1     |      |
| Italia Europa Insieme    | Andrea Ferrazzi                           | 66.749  | 23,5 | 1.711                                       | 0,6     |      |
| Civica Popolare          | Andrea Ferrazzi                           | 66.749  | 23,5 | 925                                         | 0,3     |      |
|                          | Giulio Marcon                             | 10.263  | 3,6  | Liberi e Uguali                             | 10.263  | 3,6  |
|                          | Gino Baoduzzi                             | 2.436   | 0,9  | Potere al Popolo!                           | 2.436   | 0,9  |
|                          | Caterina Baldo                            | 2.353   | 0,8  | Il Popolo della Famiglia                    | 2.353   | 0,8  |
|                          | Maurizio Marchiori                        | 1.976   | 0,7  | Italia agli Italiani (FN – FT)              | 1.976   | 0,7  |
|                          | Tino Andrea Bozza                         | 1.947   | 0,7  | CasaPound Italia                            | 1.947   | 0,7  |
|                          | Corrado Callegari                         | 911     | 0,3  | Grande Nord                                 | 911     | 0,3  |
|                          | Maurizio Callegari                        | 636     | 0,2  | Partito Valore Umano                        | 636     | 0,2  |
|                          | Alessandro Busetto                        | 578     | 0,2  | Per una Sinistra Rivoluzionaria (SCL – PCL) | 578     | 0,2  |
|                          | Rosalba Sartin                            | 263     | 0,1  | Partito Repubblicano Italiano – ALA         | 263     | 0,1  |
| Gesamt                   | Gesamt                                    | 283.723 | 100  |                                             | 283.723 | 100  |
|                          |                                           |         |      |                                             |         |      |
| Ungültige Stimmen        | Ungültige Stimmen                         | 7.594   | 2,6  |                                             |         |      |
| Wähler                   | Wähler                                    | 291.317 | 75,9 |                                             |         |      |
| Wahlberechtigte          | Wahlberechtigte                           | 383.617 |      |                                             |         |      |
|                          |                                           |         |      |                                             |         |      |
| Quelle: Innenministerium |                                           |         |      |                                             |         |      |

## Seit 2020
| Wahlkreise – Senato della Repubblica – Venetien | Wahlkreise – Senato della Repubblica – Venetien | Wahlkreise – Senato della Repubblica – Venetien |
| Provinz                                         | Provinz                                         | Gemeinden nach Provinzen ⮞ Wahlkreis            |
| ----------------------------------------------- | ----------------------------------------------- | ----------------------------------------------- |
|                                                 | Metropolitanstadt Venedig (44 Gemeinden)        | alle ⮞ Wahlkreis Venedig                        |
|                                                 | Provinz Belluno (61 Gemeinden)                  | alle ⮞ Wahlkreis Treviso                        |
|                                                 | Provinz Padua (102 Gemeinden)                   | alle ⮞ Wahlkreis Padua                          |
|                                                 | Provinz Rovigo (50 Gemeinden)                   | alle ⮞ Wahlkreis Venedig                        |
|                                                 | Provinz Treviso (94 Gemeinden)                  | alle ⮞ Wahlkreis Treviso                        |
|                                                 | Provinz Verona (98 Gemeinden)                   | alle ⮞ Wahlkreis Verona                         |
|                                                 | Provinz Vicenza (114 Gemeinden)                 | alle ⮞ Wahlkreis Vicenza                        |

### Wahlkreisgebiet
Der Wahlkreis umfasste 94 Gemeinden, d. h. alle 44 Gemeinden der Metropolitanstadt Venedig und alle 50 Gemeinden der Provinz Rovigo.

### Wahlergebnisse

#### Parlamentswahl 2022
| Kandidaten                          | Kandidaten                | Stimmen | %    | Listen                                                  | Stimmen | %    |
| ----------------------------------- | ------------------------- | ------- | ---- | ------------------------------------------------------- | ------- | ---- |
|                                     | Raffaele Speranzongewählt | 289.030 | 53,6 | Fratelli d’Italia                                       | 165.334 | 30,7 |
| Lega                                | Raffaele Speranzongewählt | 289.030 | 53,6 | 73.661                                                  | 13,7    |      |
| Forza Italia                        | Raffaele Speranzongewählt | 289.030 | 53,6 | 35.232                                                  | 6,5     |      |
| Noi Moderati                        | Raffaele Speranzongewählt | 289.030 | 53,6 | 14.803                                                  | 2,7     |      |
|                                     | Michele Mognato           | 137.310 | 25,5 | Partito Democratico – Italia Democratica e Progressista | 98.462  | 18,3 |
| Alleanza Verdi e Sinistra           | Michele Mognato           | 137.310 | 25,5 | 19.495                                                  | 3,6     |      |
| +Europa                             | Michele Mognato           | 137.310 | 25,5 | 17.442                                                  | 3,2     |      |
| Impegno Civico – Centro Democratico | Michele Mognato           | 137.310 | 25,5 | 1.911                                                   | 0,4     |      |
|                                     | Gabriele Galiazzo         | 39.954  | 7,4  | Azione – Italia Viva                                    | 39.954  | 7,4  |
|                                     | Sara Giaggio              | 38.456  | 7,1  | Movimento 5 Stelle                                      | 38.456  | 7,1  |
|                                     | Nicoletta Ciriello        | 13.004  | 2,4  | Italexit per l’Italia                                   | 13.004  | 2,4  |
|                                     | Vanezza Zuppa             | 7.547   | 1,4  | Vita                                                    | 7.547   | 1,4  |
|                                     | Paolo Denat               | 5.807   | 1,1  | Italia Sovrana e Popolare                               | 5.807   | 1,1  |
|                                     | Filippo Nappi             | 5.737   | 1,1  | Unione Popolare                                         | 5.737   | 1,1  |
|                                     | Paola Ganz                | 1.978   | 0,4  | Alternativa per l’Italia (PdF – Exit)                   | 1.978   | 0,4  |
| Gesamt                              | Gesamt                    | 538.823 | 100  |                                                         | 538.823 | 100  |
|                                     |                           |         |      |                                                         |         |      |
| Ungültige Stimmen                   | Ungültige Stimmen         | 24.170  | 4,3  |                                                         |         |      |
| Wähler                              | Wähler                    | 562.993 | 67,6 |                                                         |         |      |
| Wahlberechtigte                     | Wahlberechtigte           | 832.846 |      |                                                         |         |      |
|                                     |                           |         |      |                                                         |         |      |
| Quelle: Innenministerium            |                           |         |      |                                                         |         |      |